# Zhaoqing
Zhaoqing léase Zháo-Ching (en chino simplificado, 肇庆市; pinyin, Zhàoqìng shì) es una ciudad-prefectura en la Provincia de Cantón, República Popular de China. Localizada al oeste del Delta del Río Perla. Limita al norte con Qingyuan,al sur con Jiangmen,al oeste con Yunfu y al este con Foshan. Su área es de 22 322 km² y su población es de 4,15 millones de habitantes. La ciudad es dividida por el Río Xi y 18 km al sureste se encuentran las Montañas Dinghu.
La ciudad se encuentra en una zona al sur del Monzón del Clima subtropical. La temperatura media anual es de 22C y la precipitación anual es de 1605 mm.

## Administración
la ciudad-prefectura de Zhaoqing se divide en 8 localidades  que se administran en 3 distritos urbanos, 1 ciudad suburbana y 4 condados.
- Distrito Duanzhou 端州区
- Distrito Dinghu 鼎湖区
- Distrito Gaoyao 高要区
- Ciudad Sihui 	四会市
- Condado Guangning 广宁县
- Condado Huaiji 怀集县
- Condado Fengkai 封开县
- Condado Deqing 德庆县

## Historia
La fecha de la fundación de Zhaoqíng es incierto, pero ya existía en las dinastías Qin  y Han, cuando era conocida como Gaoyao (高要). En la dinastía Sui, Zhaoqíng se conoció como Duanzhou (端州) y sirvió como una importante región administrativa y base militar.
En la dinastía Song del Norte el Emperador Huizong otorgó su nombre actual a la ciudad. "Zhaoqing" significa "principio de buen augurio".

## Economía
Los ricos recursos locales dentro de las regiones montañosas incluyen el carbón, piedra caliza, cobre, plomo, zinc, granito, oro, azufre, yeso y otros minerales.
En el sector agrícola, las llanuras fértiles producen arroz, caña de azúcar, productos acuáticos, frutas, resina y corteza de cassia. La horticultura y la agricultura contribuyen en gran medida a la economía local. La industria de la avicultura y la ganadería también están tratando de modernizar su tecnología y la gestión.
Los bosques en las regiones montañosas de la ciudad ofrecen una rica fuente para los medicamentos a base de hierbas y otros materiales como resina y corteza que se cosechan a partir de plantas forestales diferentes.
Los alimentos, bebidas, materiales de construcción, la electrónica, la bioingeniería micro, productos químicos, equipos,maquinaria, textiles y prendas de vestir son las industrias pilares. Es un área importante para la producción de azufre y hierro.

## Universidad
La Universidad Zhaoqíng (肇庆大学) Es una universidad pública de esta ciudad se estableció en 1970.Cuenta con 1.049 miembros del personal, 675 de ellos son miembros de la facultad. 10.947 estudiantes a tiempo completo y 5.347 estudiantes a tiempo parcial en 349.215 m².

## Clima
La temperatura media anual es de 21C, y la precipitación es de 1.605 mm.
| Parámetros climáticos promedio de Zhaoqíng (1971–2000) | Parámetros climáticos promedio de Zhaoqíng (1971–2000) | Parámetros climáticos promedio de Zhaoqíng (1971–2000) | Parámetros climáticos promedio de Zhaoqíng (1971–2000) | Parámetros climáticos promedio de Zhaoqíng (1971–2000) | Parámetros climáticos promedio de Zhaoqíng (1971–2000) | Parámetros climáticos promedio de Zhaoqíng (1971–2000) | Parámetros climáticos promedio de Zhaoqíng (1971–2000) | Parámetros climáticos promedio de Zhaoqíng (1971–2000) | Parámetros climáticos promedio de Zhaoqíng (1971–2000) | Parámetros climáticos promedio de Zhaoqíng (1971–2000) | Parámetros climáticos promedio de Zhaoqíng (1971–2000) | Parámetros climáticos promedio de Zhaoqíng (1971–2000) | Parámetros climáticos promedio de Zhaoqíng (1971–2000) |
| Mes                                                    | Ene.                                                   | Feb.                                                   | Mar.                                                   | Abr.                                                   | May.                                                   | Jun.                                                   | Jul.                                                   | Ago.                                                   | Sep.                                                   | Oct.                                                   | Nov.                                                   | Dic.                                                   | Anual                                                  |
| ------------------------------------------------------ | ------------------------------------------------------ | ------------------------------------------------------ | ------------------------------------------------------ | ------------------------------------------------------ | ------------------------------------------------------ | ------------------------------------------------------ | ------------------------------------------------------ | ------------------------------------------------------ | ------------------------------------------------------ | ------------------------------------------------------ | ------------------------------------------------------ | ------------------------------------------------------ | ------------------------------------------------------ |
| Temp. máx. media (°C)                                  | 18.0                                                   | 18.4                                                   | 21.2                                                   | 25.7                                                   | 29.6                                                   | 31.8                                                   | 33.2                                                   | 33.0                                                   | 31.5                                                   | 28.6                                                   | 24.4                                                   | 20.5                                                   | 26.3                                                   |
| Temp. mín. media (°C)                                  | 10.8                                                   | 12.2                                                   | 15.3                                                   | 19.8                                                   | 23.1                                                   | 25.1                                                   | 25.8                                                   | 25.8                                                   | 24.5                                                   | 21.2                                                   | 16.2                                                   | 12.0                                                   | 19.3                                                   |
| Precipitación total (mm)                               | 40.9                                                   | 64.2                                                   | 81.3                                                   | 200.6                                                  | 276.0                                                  | 256.1                                                  | 229.5                                                  | 236.2                                                  | 143.0                                                  | 75.3                                                   | 37.5                                                   | 30.8                                                   | 1671.4                                                 |
| Días de precipitaciones (≥ 0.1 mm)                     | 8.2                                                    | 12.3                                                   | 15.9                                                   | 17.4                                                   | 19.9                                                   | 18.9                                                   | 17.2                                                   | 17.4                                                   | 12.4                                                   | 6.7                                                    | 5.5                                                    | 5.3                                                    | 157.1                                                  |
| Fuente: Weather China                                  |                                                        |                                                        |                                                        |                                                        |                                                        |                                                        |                                                        |                                                        |                                                        |                                                        |                                                        |                                                        |                                                        |